# Geschützter Landschaftsbestandteil Feldgehölz am Enkhauser Bachtal
Der Geschützte Landschaftsbestandteil Feldgehölz am Enkhauser Bachtal mit einer Flächengröße von 0,6 ha liegt zwischen dem Weiler Estinghausen und Enkhausen im Stadtgebiet von Sundern. Das Gebiet wurde 1993 mit dem Landschaftsplan Sundern durch den Kreistag des Hochsauerlandkreises als Geschützter Landschaftsbestandteil (LB) ausgewiesen.

## Gebietsbeschreibung
Der Landschaftsplan Sundern führt zum LB Feldgehölz am Enkhauser Bachtal aus: „Der wertvolle, das freie Enkhauser Bacch gliedernde und belebende Gehölzkomplex liegt als linienförmiges, ca. 30 × 200 m großes Landschaftselement in exponierter Hanglage. U 150 Jahre alte Eichen sind bestandsbildend. Die Strauchschicht ist in Randlage gut ausgebildet.“

## Schutzzweck
Der Landschaftsplan Sundern führt zu geschützten Landschaftsbestandteilen aus: „Alle geschützten Landschaftsbestandteile sind kulturbetonte oder naturnahe Landschaftsteile, die sich mit ihrem eigenständigen Charakter deutlich von der sie umgebenden Wald- und Feld-Landschaft unterscheiden. Der besondere Schutz dieser Kleinstrukturen ist wegen ihrer hervorgehobenen Position für die Leistungsfähigkeit des Naturhaushaltes und / oder für die Attraktivität des Landschaftsbildes erforderlich. Die LB-Festsetzung trägt der landschaftlichen Bedeutung der Objekte Rechnung, die sie über das „normale“ landschaftliche Inventar eines Landschaftsschutzgebietes heraushebt.“

## Verbote und Gebot
Wie bei allen geschützten Landschaftsbestandteilen besteht nach § 29 Abs. 2 BNatschG das Verbot dieses zu beschädigen, auszureißen, auszugraben oder Teile davon abzutrennen oder auf andere Weise in seinem Wachstum oder Erscheinungsbild zu beeinträchtigen. Eine ordnungsgemäße Pflege ist vom Verbot ausgenommen. Es ist auch verboten Stoffe oder Gegenstände im Bereich des Geschützten Landschaftsbestandteils anzubringen, zu lagern, abzulagern, einzuleiten oder sich ihrer in anderer Weise zu entledigen, die das Erscheinungsbild oder den Bestand des Geschützten Landschaftsbestandteils gefährden oder beeinträchtigen können. Dies gilt auch für organische oder mineralische Düngemittel und Futtermittel. Sofern Gehölze zerstört bzw. beschädigt werden, kann die Untere Naturschutzbehörde eine Ersatzpflanzung oder ein Ersatzgeld festsetzten. Ein Kahlschlag und eine Wiederaufforstung mit Nadelgehölzen oder anderen, innerhalb des Gebietes nicht von Natur aus heimischen Baumarten ist verboten. Es wurde das Gebot festgesetzt, Bäume nur einzelstammweise zu entnehmen.